# Nan Goldin
Nancy "Nan" Goldin (n. 12 septembrie 1953, Washington, D.C.) este un fotograf american.
Nan Goldin se naște la Washington DC în 1953 dar crește la Boston, unde  frecventează School of the Musem of Fine Arts. Trăiește la New York din 1978, unde s-a afirmat ca fiind unul dintre cai mai importanți exponenți ai unei arte care milita pentru o identificare completă a artei cu viața.
Până la vârsta de 18 ani, folosea fotografia ca pe un ”jurnal  public”, motiv pentru care opera lui Nan Goldin nu poate fi separată de viața ei. Marcată de sinuciderea surorii ei de 18 ani 1965, își începe activitatea fotografică chiar prin fotografierea propriei  familii. Rămâne pentru totdeauna foarte apropiată de albumul de familie atât ca tehnică cât și ca subiecte alese. Abordarea fotografiei este pentru artistă o terapie personală. Ea insăși afirma că fotografia a salvat-o, pentru că de fiecare dată când ii era frică sau trăia ceva teribil, fotografia o ajuta, îi permitea să supraviețuiască și ajuta supraviețuirea pesoanelor care, prin intermediul amintirii, readucea in viața persoanele și momentele pierdute.
Temele artistei reprezintă tristețile și bucuriile vieții, sunt personajele izolate de societate, dar care prin intermediul artistei demonstreză o sensibilitate, un caracter puternic, o excentritate care cucerește, prin abandonul iubirii. Nan fotografiază viața și știe sa creeze subiecte unice, dar în același timp vesele, pasionate, curioase și mereu umane. Sunt aceste personaje, prietenii și cunoscuții lui Nan, viața lor care ise din canoanele convenționale, cele care influențează poetica lui Nan. Artista se mai inspiră din picturile lui Rotko, din operele lui Richard Todd și pictura lui Caravaggio. Lumina este redescoperită de artistă in multe dintre operele sale. 
Fotografia sa aduce la nivelul de artă drogurile și dependența, sexul între adolescenți și copii mature, homosexualitatea, dar aceste imagini nu sunt nicidecum vulgare, ci foarte reale. Nu subliniază și nici nu ascunde drama. 
Perioada în care este apăsată de durere din cauza morții tragice și premature a multor prietnei, o poarta la reconsiderarea propriei vieți. Trece prin niste crize interioare, dar nu ezită să intre in centre de reabilitare. Nici nu incetează sa fotografieze. Aceste experințe îi dau ocazia de a reprezenta o viziune dureroasă a vieții, exprimată într-un mod metaforic. În același timp , Nan păstrează o viziune a lumii pozitive, care este exprimată în unele fotografii intime. 
Este o artistă a cărei opere impresionează, reprezentând o lume de dependenți de travestiți din lumea spectacolului, de femei bătute, dar si fotografii pline de iubire, umane, în care valorile universului sunt prezente, înfățisează viața așa cum este câteodată, deprimantă și tragică.
Se vede întregul  său anturaj  trecând prin viață: bătrânețea, dragostea, moartea, copilăria se succed la câteva secunde de la o imagine la cea succesivă. Acest grup de persoane apropiate ei dintre care multe  au dispărut pare a fi prins intr-o conspirație orchestrată de moarte.
Nan Goldin observă partea transgresivă ascunsă în viața orașului  cu o abordare intimă și personală. Amintirile private devin opere de artă doar după decizia de a le expune. Prinde în fotografii prieteni și cunoscuți, chiar și pe ea insăși ca în celebrul autoportret la o lună după ce a fost bătută. Stilul său devine o icoană a generației sale dificile și aceasta  se dezvoltă după extinderea sidei care pune în discuție încrederea  sa în puterea imaginilor  exprimând clar cine este doar pentru cei care cunoșteau pe cei pierduți.
Goldin înțelege ca fotografia să documenteze  viața cotidiană  a amicilor săi seropozitivi în funcție de valența socială și politică și organizează prima mare expoziție despre SIDA la New  York în 1989.
Subiectul principal a lui Goldin este ca un memorial  iubitor pentru o comunitate devastată de dependența de droguri și SIDA. Culorile puternice, dimensiunile mari(76,2 x 101.6 cm) de printuri Cibachrome au făcut Goldin atât un lider în extinderea fenomenală de fotografii în culori în arta contemporană în anii 1980, precum și o sursă de inspirație pentru alte artiști din anii 1990.
În 1996 Whitney Museum îi dedică prima mare retrospectiva intitulată “I’ll be your mirror”. În timpul anilor 90, fotografia lui Nan Goldin prinde optimism reprezentând viața homosexualilor din marile orașe pe care le frecventa. Printre imaginile acelea erau si multe fotografii ale copiilor, acestia fiind martorii regăsirii vointei artistei de a trăi.
In anii 2001 realizează un nou spectacol de diapozitive care reprezintă o altă reflecție intimă asupra relațiilor amoroase cu o serie de copii surprinse în timpul actului de dragoste.
Des atacată pentru alegerea temelor, în expoziția “Contacts” din 1999 tratează condiția ființei umane, durerea, capacitatea de a supraviețui și cât este de dificil.

## The Ballad Of Sexual Dependency
Nan Goldin prezintă imaginile sale proiectând diapozitive montate de-a lungul vieții, acompaniate de o coloană sonoră care variază de la muzica punk la cea de operă, care prezintă prietenii lui Nan Goldin. Secvența este utilizată pentru a amenaja expoziția de la Burden Gallery, New York și publicată in cartea “The Ballad”, care povestește de raporturile umane si de sentimentele la limitele dorintei de libertate si nevoii de legaturi afective. Incearca sa sugereze diferențele dintre scenele spontane si cele construite, latura de durată și cea efemeră a tinereții și a frumuseții destinate să se consume odată cu trecerea timpului și a bolilor până la dispariție. Nan Goldin iese in evidența datorită unui stil foarte personal si a unei poetici plină de inovație. Fotografiile sale, chiar dacă dau impresia că au fost furate, nu au fost niciodată  făcute cu subiectul prea apropiat pentru a rezulta surpriză.
Ceea ce incepe cu un slideshow pentru prietenii săi s-a transformat în sute și sute de fotografii, într-un jurnal vizual. Balada se deschide cu imagini reprezentând cupluri, care se transformă repede într-o serie de fotografii cu femei, dintre care multe sunt singure, dezbrăcate. Slideshow-ul incepe pe Velvet Underground, I’ll be your mirror. De asemenea există o serie de fotografii cu femei care se privesc în oglindă, cu oameni care fumează, cu paturi goale, cu personaje care iau heroină, cu copii, cu prieteni de-ai lui Nan, cu Nan uitându-se în oglindă, sau cu diferiți iubiți, cu lacrimi, cu ochii negrii.
Slideshow-ul este organizat după temă și nu cronologic, astfel încât fotografii captate doar la un moment una de alta, apar în capete diferite ale operei.
1. ↑  Nan Goldin (în engleză), CLARA
2. ↑  Nan GOLDIN, Le Delarge
3. ↑  Nan Goldin, Encyclopædia Britannica Online, accesat în 9 octombrie 2017
4. ↑  Nan Goldin, Luminous-Lint, accesat în 9 octombrie 2017
5. ↑  „Nan Goldin”, Internet Movie Database, accesat în 16 octombrie 2015
6. ↑  Artnet
7. 1 2 3 4 5 6 7  RKDartists
8. ↑   http://www.telegraph.co.uk/culture/photography/10746151/Nan-Goldin-from-post-punk-parties-to-parental-love.html Lipsește sau este vid: |title= (ajutor)
9. ↑   https://www.workwithdata.com/person/nan-goldin-1953, accesat în 10 decembrie 2024 Lipsește sau este vid: |title= (ajutor)
10. ↑  Museum of Modern Art online collection, accesat în 4 decembrie 2019
11. ↑  Autoritatea BnF, accesat în 10 octombrie 2015
12. ↑  CONOR.SI[*] Verificați valoarea |titlelink= (ajutor)
13. ↑   https://gallery.98bowery.com/news/tin-pan-alley-a-times-square-bar-1980s-welcoming-downtown-women-artists/ Lipsește sau este vid: |title= (ajutor)
14. ↑   https://bombmagazine.org/articles/spaces-between-siobhan-liddell-interviewed/ Lipsește sau este vid: |title= (ajutor)
15. ↑   https://www.hasselbladfoundation.org/wp/hasselblad-priset-2/award-winners/, accesat în 19 martie 2022 Lipsește sau este vid: |title= (ajutor)
16. ↑   https://time.com/collection/100-most-influential-people-2022/6177828/nan-goldin/ Lipsește sau este vid: |title= (ajutor)